# Bunsen-Daly-Lücke
Die Bunsen-Daly-Zusammensetzungslücke (seltener auch nur Daly-Lücke) bezeichnet in der Petrologie der magmatischen Gesteine das Fehlen oder die deutliche Unterrepräsentanz von Vulkaniten mit intermediären SiO2-Gehalten (speziell 53–58 %) bei Vulkaniten von Ozeaninseln und Grabenbrüchen. Die Förderung vorwiegend basischer und saurer Laven mit einem SiO2-Gehalt von 43–48 % bzw. 59–62 % wird auch als bimodaler Vulkanismus bezeichnet.

## Geschichte
Erstmals erwähnt wurde dieses Phänomen 1851 vom berühmten deutschen Chemiker Robert Wilhelm Bunsen im Zuge der Erforschung der Vulkansgesteine Islands. Knapp 75 Jahre später beschrieb der bedeutende kanadische Geologe Reginald A. Daly in einer Abhandlung zur Geologie der Insel Ascension auf dem Südatlantischen Rücken ähnliche Beobachtungen. Im weiteren Verlauf des 20. Jahrhunderts etablierte sich dann, angelehnt an die Arbeit dieser beiden Wissenschaftler, die Bezeichnung „Bunsen-Daly-Lücke“.

## Vorkommen
Als typisches Beispiel gelten die Basalt-Trachyt bzw. Basanit-Phonolith Vergesellschaftungen auf Ozeaninseln, die geologisch zumeist dem Hotspot-Vulkanismus zugerechnet werden, dessen Magmen der Asthenosphäre entstammen. Die ursprüngliche Interpretation dieser bimodalen Verteilung in der chemischen Zusammensetzung der Vulkanite war, dass es sich um Endglieder einer einzelnen Magmenserie handelt. Dies galt lange Zeit als problematisch, da nach dem grundlegenden Modell der Magmendifferenzierung, der fraktionierten Kristallisation, als kontinuierlich ablaufendem Prozess annähernd gleiche Volumina von basischen, intermediären und sauren Gesteinen in einem Vulkangebiet zu erwarten sind. Beispiele für solche Ozeaninseln sind die Kanarischen Inseln, Ascension, Island und nahezu alle Inseln im pazifischen Becken.
Bimodaler Vulkanismus tritt und trat auch in Grabenbrüchen und anderen Dehnungszonen auf, dort allerdings aufgrund der unterschiedlichen Herkunft der Magmen aus dem Erdmantel bzw. aus der Lithosphäre, weshalb hier mehr als nur eine Magmenserie angenommen werden muss. Beispiele sind der Ostafrikanische Grabenbruch oder die Rhön.

## Erklärungsansätze
Weitgehende Einigkeit besteht darüber, dass geochemisch gesehen Mischungslücken hierfür verantwortlich sind, allerdings ist der exakte Ablauf der Magmenbildung in der Natur umstritten.
Ein Erklärungsansatz geht davon aus, dass es sich bei den basischen und sauren Vulkaniten nicht um das Endprodukt einer fraktionierten Kristallisation handelt, sondern um jeweils unterschiedliche Produkte einer mehrphasigen partiellen Aufschmelzung des gleichen Erdmantelbereichs, bei dem möglicherweise sogar zuerst die felsischen Magmen und erst später bei einer stärkeren Aufheizung des gleichen Mantelbereichs basische Magmen entstanden, was die geochemische Verwandtschaft erklären würde. Andere Autoren vermuten schlichtweg eine Fehlbeprobung, bei der (aufgrund ihrer Ähnlichkeit zu basischen Gesteinen) die intermediären Gesteine unterrepräsentiert werden; allerdings kann dies zumindest für einige Inseln, die dahingehend näher untersucht wurden, ausgeschlossen werden.